# Dmitri Igorewitsch Ploskonossow
Dmitri Igorewitsch Ploskonossow (russisch Дмитрий Игоревич Плосконосов; * 28. August 1989) ist ein russischer Skilangläufer.

## Werdegang
Ploskonossow startete erstmals im November 2007 in Werschina Tjoi im Eastern Europe Cup, wo er über 10 km Freistil Platz 61 belegte und im Sprint Platz 15 erreichte. Im November 2009 erzielte er am selben Ort mit jeweils Platz acht im Sprint und über 15 km Freistil seine ersten Top-10-Platzierungen. Ein Jahr später gelang Ploskonossow, wiederum in Werschina Tjoi, über 10 km Freistil der erste Sieg im Eastern Europe Cup. Seinen ersten Einsatz im Skilanglauf-Weltcup hatte Ploskonosov im Februar 2013 in Sotschi, wobei er im Sprint auf Rang 41 kam. In der Folge gelangen ihm mit Platz sieben über 10 km klassisch und Rang fünf im Sprint in Werschina Tjoi im November 2013 sowie Rang sieben im 50-km-Freistil-Massenstartrennen und Platz vier über 15 km klassisch im Dezember 2013 in Krasnogorsk weitere Ergebnisse unter den Top 10 im Eastern Europe Cup. Auch im Dezember 2014 platzierte er in Krasnogorsk mit Platz vier über 15 km Freistil und Rang zehn über 30 km klassisch unter den besten Zehn. Seinen nächsten Start im Weltcup hatte Ploskonosov im Januar 2015 in Rybinsk, wo er mit Platz 28 über 15 km Freistil erstmals die Punkteränge erreichte und im Sprint Rang 37 belegte.

## Siege bei Continental-Cup-Rennen
| Nr. | Datum             | Ort            | Disziplin                      | Serie              |
| --- | ----------------- | -------------- | ------------------------------ | ------------------ |
| 1.  | 21. November 2010 | Werschina Tjoi | 10 km Freistil Individualstart | Eastern Europe Cup |